# ヒル・トップ
ヒル・トップ(Hill Top)は、イギリスのカンブリア州、ホークスヘッド近くのニア・ソーリーにある 17 世紀の家である。これは、ランダムな石の壁とスレート屋根を備えた、湖水地方の建築の一例である。この家はかつて児童文学者でイラストレーターのビアトリクス・ポターの家であり、ナショナル・トラストに残された。これはグレード II* 指定建造物である。
ビアトリクス・ポター本人も望んでいた通り作家の記念館として一般に公開されている。
ヒルトップ農園は興味深いもので、ポッターのイラストに合わせたスタイルで維持されている。

## 背景
ヒル トップはかつて、一連の小型本、特にピーター・ラビットのキャラクターで知られる児童文学者兼イラストレーター、ビアトリクス・ポターの所有地であった。ポターは 1905 年にこの家と 34 エーカー (14 ヘクタール) の農場を購入し、ロンドンから離れた自宅および芸術的な保養地として使用した。彼女が1943 年に亡くなると、その家はナショナル・トラストに委ねられた。この家、農場、近くの村はポッターの著書、 『パイがふたつあったおはなし』、『こねこのトムのおはなし』、『あひるのジマイマのおはなし』、そして『ひげのサムエルのおはなし』に登場している。
農場はジョン・キャノンによって管理されていた。左側のウィングは、1906 年にキャノンとその家族のためにポターによって建てられた。『あひるのジマイマのおはなし』は、イラストに登場する彼の子供たち、ラルフとベッツィー、そして母親に捧げられた。

## 興味あるスポット

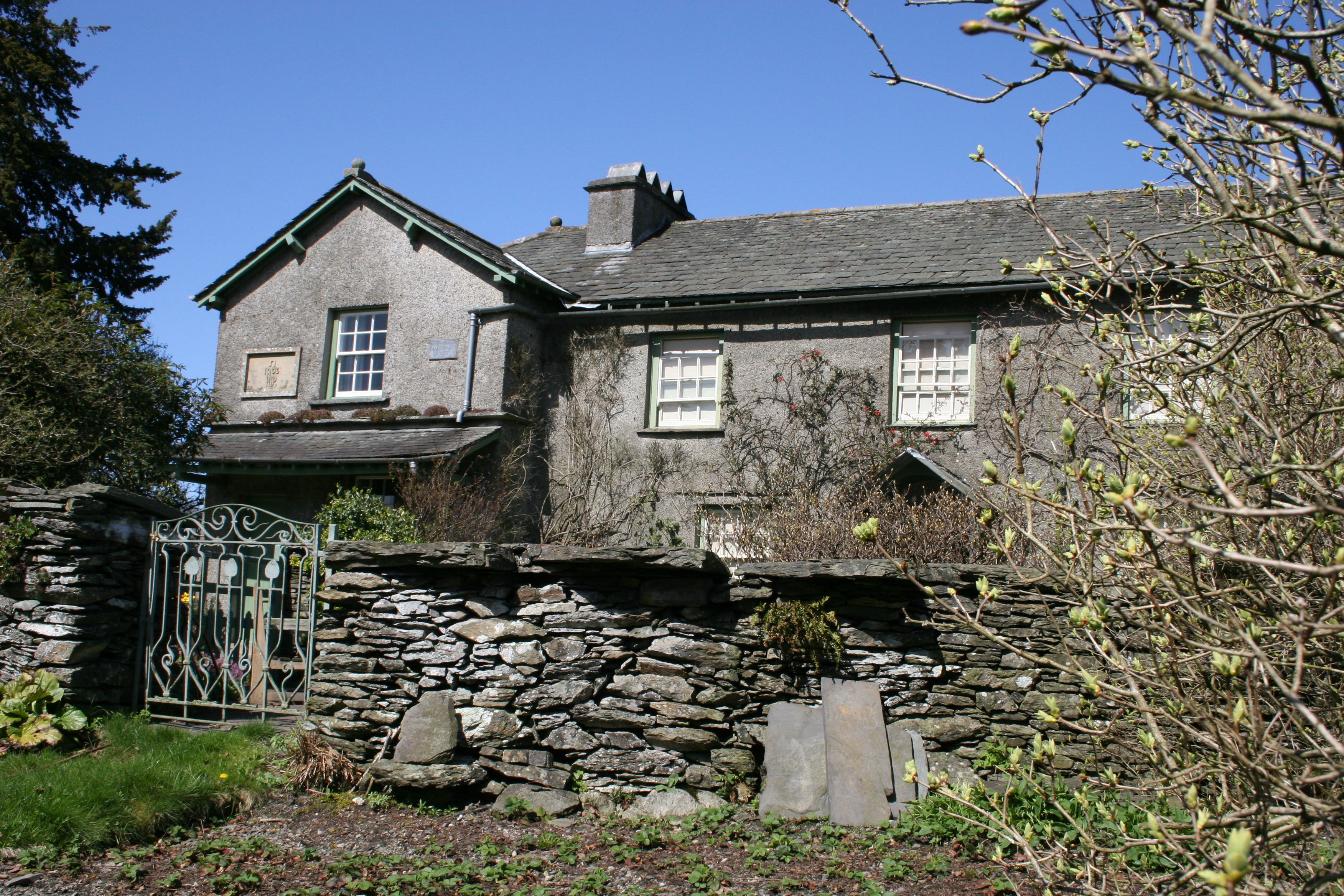
ヒルトップ

### エントランスホール
エントランスホールまたはキッチンには、オリジナルの石張りの床が残っている。彼女のイラストの多くに見られた範囲は削除されたが、1983 年に同一のものに置き換えられた。
ロングケース・クロックの日付は1785年頃のままになっている。 1785 年、チッペンデールスタイルの椅子、ジョージアンスタイルのドレッサー、17 世紀のオーク材のプレス戸棚、その他の家具がポッターのイラストの一部に描かれている。暖炉の右側の食器棚には、歴史的な螺旋階段の痕跡が見られる。

### パーラー
このパーラーは、ポターが設置したアダム様式の煙突が特徴である。部屋には 19 世紀初頭の家具が置かれており、吊り戸棚には 18 世紀のイギリスと中国の磁器が展示されている。食器棚に展示されていたポッターの1902 年の戴冠式ティーポットは、『パイがふたつあったおはなし』に登場するリビーズのものである。

### 階段と踊り場
階段と踊り場は、ポッターの本の読者にはよく知られている。レールと手すりはおそらく 18 世紀のものである。クルミ材のロングケース時計はロッチデールのスコフィールド社で作られた。他の芸術作品もエリアを飾っている。カーペットは、『ひげのサムエルのおはなし』のものに合わせて織られたものである。

### 新しい部屋
ビアトリクスが隣接する家を建てると同時に増築したため、新しい部屋と呼ばれている。ベアトリクスはそれを図書館と呼んでいた。そこには彼女の弟ウォルター・バートラム・ポターによる大きな絵画が5枚飾られている。ひとつの窓からは、ビアトリクスが『ひげのサムエルのおはなし』で描いたニア・ソーリー村の景色を見ることが出来る。

### 居間
元々は農家の寝室だったが、ビアトリクスはこの 2 階のスペースを娯楽のために使用した。部屋にはMuzio Clementi and Coのボックスピアノが置かれている。

### 宝物の部屋
家の中で一番小さな部屋には、元々のオーク材の床がそのまま残っている。床板の 1 枚が他のものより短くカットされており、これが『ひげのサムエルのおはなし』の出来事の着想の元になったのかもしれない。この部屋の注目すべき品々には、『2ひきのわるいねずみのおはなし』に出てくるハムが入った人形の家や、ビアトリクスの登場人物のミニチュア ブロンズ像を飾った展示棚などがある。

### 寝室
家の中にある唯一の寝室には、1600 年代半ばに作られた 豪華な四柱式ベッドがある。ビアトリクスの夫ウィリアム・ヒーリスは、暖炉の周囲に二人のイニシャルを彫った。

### 家のレイアウト
家の階下には、玄関ホール、応接室、洗い場の3 つの部屋がある。階上には、居間、宝物の部屋、寝室、新しい部屋の 4 つの部屋がある。これらの部屋はすべて見学者に公開されている。見学コースにない部屋としては、地下室、踊り場の戸棚、洗面所などがある。洗面所には配管設備がなく、単に水を入れたボウルを使って体を洗うスペースとして使用されていた。

## 庭園
『こねこのトムのおはなし』にはヒルトップ・ガーデンが登場する。.
ここには菜園はあるが、ピーターラビットの絵本に登場するマクレガー氏の野菜は、ポッターがまだ当時はヒル・トップを所有していなかったため、リングホルムと呼ばれる庭園で描かれた。

## 模築
ヒルトップは英国を訪れる日本人観光客の人気スポットである。 2007年にヒルトップの模築が東京の大東文化大学 の敷地近くの埼玉県こども動物自然公園に建てられた。これはビアトリクス・ポター資料館の名で運用されている。

## ギャラリー
- ヒル・トップ農場の入口
- ビアトリクス・ポターと愛犬
- ヒル・トップの家と農園
- 正面から見るヒル・トップ

## 関連施設
ナショナル・トラストはホークスヘッドのビアトリクス・ポター・ギャラリーでもビアトリクス・ポターに関連する資料を展示している。